# قشلاق غنغ (مقاطعة اشتهارد)
قشلاق غنغ (بالفارسية: قشلاق گنگ) هي قرية تقع في قسم بلنغ آباد الريفي (مقاطعة اشتهارد) في إيران. يقدر عدد سكانها بـ 104 نسمة .